# Karl Johan Andersson

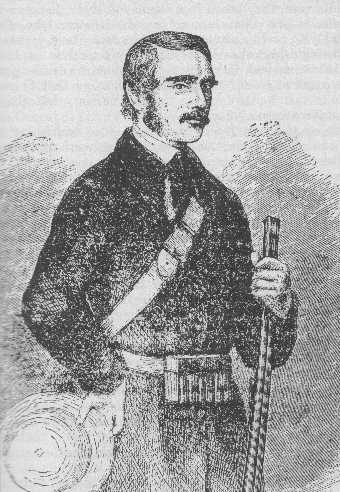
Karl Johan Andersson (aus H. B. Scammel, 1890)

Karl Johan Andersson (* 4. März 1827 in der schwedischen Provinz Värmland; † 5. Juli 1867 in Ukuambi, Südwestafrika), nicht selten fälschlicherweise Anderson (mit einem s), war ein schwedischer Abenteurer, Forschungsreisender, Händler und Schriftsteller, der sich mit der Erschließung und Erforschung von Südwestafrika, dem heutigen Namibia, beschäftigte.

## Leben

### Forschungsreisender
Andersson landete als Begleiter des Afrikaforschers Francis Galton am 20. August 1850 in der südwestafrikanischen Hafenstadt Walfischbucht mit dem Ziel, das Ovamboland im Norden des Landes und den Weg zum Ngamisee im Betschuanaland, dem heutigen Botswana, zu erkunden.
1851 brachen beide zu einer Tour zum Ovamboland auf und erreichten am 20. Mai 1851 den Otjikotosee bei Tsumeb. Kurze Zeit danach entdeckten beide als erste Europäer die Etosha-Pfanne. In Anerkennung seiner Verdienste um die Erforschung der nördlichen Landesteile wurde der bei Okaukuejo liegende Süd-Eingang des später gegründeten Etosha-Nationalparks nach Andersson benannt. Galton und Andersson setzten ihre Reise fort, durchstreiften mehrere Monate das Ovamboland, ohne jedoch den Kunene zu erreichen.
1853 zogen sie nach Osten an den Ngamisee. Andersson fertigte zahlreiche Aufzeichnungen zur Fauna und Flora seiner Reise an und veröffentlichte diese unter dem Titel Lake Ngami (London 1856, 2 Bände; in Deutsch Ngami-See, 1858 in Leipzig) anlässlich eines kurzen Europaaufenthaltes.
1856 kehrte Andersson ans Kap zurück und traf dort mit dem englischen Großwildjäger und Abenteurer Frederick Green zusammen. Letzterer berichtete Andersson von seinem Vorhaben, eine Jagdtour an den Kunene unternehmen zu wollen. Da Andersson dieses Ziel bei seiner ersten Reise zum Ovamboland nicht erreicht hatte, sah er hier eine Möglichkeit, dies gemeinsam mit Green nachzuholen. Green zog sofort los. Andersson versuchte vorbereitend, nachdem er 1860 geheiratet hatte, seine wirtschaftliche Situation dadurch zu verbessern, dass er die ihm angebotene befristete Stellung eines Direktors der Walfishbay Minengesellschaft (WBMC) in Otjimbingwe annahm. Nach Ablauf seines Vertrages konnte Andersson 1859 seinem Freund Green zum Kunene folgen. Statt des Kunene allerdings entdeckt Andersson 1860 den Okavango. Auch Green fand den Kunene nicht und so kehrten beide nach Otjimbingwe zurück. Seine Reiseerinnerungen veröffentlichte Andersson 1863 in dem Buch The Okavango River (London 1861; deutsch: Der Okavango-Strom. Entdeckungsreisen und Jagdabenteuer in Südwest-Afrika (Leipzig 1863)).

### Händler im heutigen Namibia

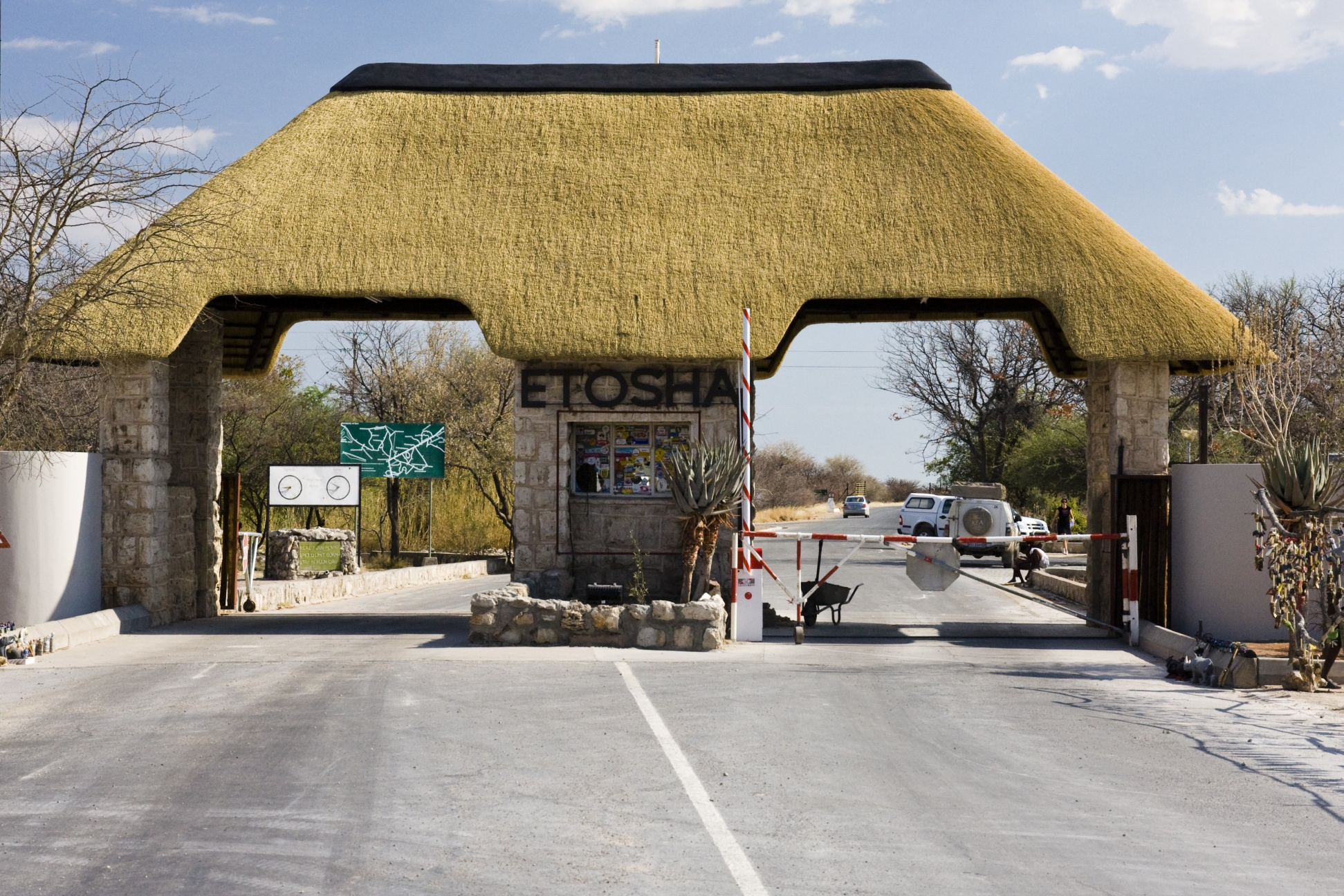
Nach Andersson benanntes Tor zum Etosha-Nationalpark

Andersson hatte aber umfassende Kenntnisse der wirtschaftlichen und politischen Lage in Zentralnamibia erworben. Im April 1860 ersteigerte er Gebäude und Lagerposten der WBMC in Otjimbingue. Mit Genehmigung von Jonker Afrikaner gründete er ein Handelsunternehmen. Mit Krediten Kapstädter Großhändler baute er Warenlager in Otjimbingue und der Walvis Bay und rüstete seinerseits Händler und Jäger auf Kredit aus, die dafür Elfenbein, Straußenfedern und Vieh aufrechneten. Über sein Geschäft lief der Handel nahezu aller Europäer und einiger Hereroviehhalter in der Region. Andersson handelte selbst überwiegend mit Vieh und Elfenbein. Zwischen 1860 und 1862 exportierte er mit einem Partner mindestens 13.400 bis 14.400 Pfund Elfenbein. Umgekehrt importierte er vor allem Waffen, Munition und Alkohol. Zwar erzielte Andersson zunächst offenbar große Gewinne. Er geriet aber bald in finanzielle Schwierigkeiten. Seine Versuche, den Viehhandel zu monopolisieren, verwickelten ihn in Konflikte mit verschiedenen Nama-Häuptlingen.
Der Überlandhandel machte Viehherden anfällig für Lungenseuchen-Epidemien. Anführer der Nama-Oorlam versuchten daher zum Schutz ihrer eigenen Herden, Viehtriebe durch die von ihnen kontrollierten Gebiete zu unterbinden. Andersson gelangte 1860 zwar mit Erlaubnis Jonker Afrikaners zum Kap; ein Jahr später aber war sein Vieh infiziert, und sein Viehtrieb wurde von einem Verbündeten Jonker Afrikaners abgefangen. Andersson reagierte auf diesen Konflikt, indem er Söldner anwarb und Waffen importierte, darunter auch zwei Kanonen. Er hoffte darauf, einen Keil zwischen Christian Afrikaner und dessen Verbündete treiben zu können und auf einen Krieg, in welchem diese sich gegenseitig zerstören würden. Anfang 1862 schrieb er in sein Tagebuch:

“Hurrah! I only hope it is true, and that they will earnestly set about cutting one another’s throats. It would give us some chance then.”

„Hurra! Ich hoffe nur, dass es wahr ist, und sie ernsthaft daran gehen, sich gegenseitig die Kehlen durchzuschneiden. Das würde uns einige Möglichkeiten eröffnen.“

1863 löste Maharero, der früher mit und für Jonker Afrikaner gekämpft hatte, mit einem symbolischen Diebstahl einen Krieg gegen die Afrikaner-Oorlam aus. Christian Afrikaner griff daraufhin mit 400 bis 500 Männern die in Otjimbingue versammelten Streitkräfte an. Der Angriff scheiterte blutig. Afrikaner und 200 seiner Gefolgsleute starben. In den folgenden Monaten unterstützte Andersson mit seinen Truppen Maharero. Gemeinsam griffen sie im März 1864 Windhoek an und marschierten im Juni 1864 mit 2500 Mann nach Rehoboth, um den Swartbooi gegen ein Nama-Oorlam-Bündnis beizustehen. Andersson wurde in der Schlacht am Abis Berg schwer verwundet. Zwar waren die Afrikaner besiegt. Aber profitiert hatten von Anderssons Intrigen vor allem einige Herero-Häuptlinge, namentlich Maharero, der seine Macht konsolidieren konnte. Anderssons Geschäft brach hingegen bereits 1863/4 zusammen. Nach seiner Verwundung musste er Bankrott erklären. Die Gebäude in Otjimbingue verkaufte er im September 1864 an eine Missionskolonie. Bis zu seinem Tod rüstete er noch Jagdexpeditionen aus. Von Walvis Bay aus unternahm er einen weiteren sehr erfolgreichen Handelszug ins Ovamboland. Er gründete in Ondonga eine Zweigstelle seines Unternehmens und erreichte dann endlich doch noch den Kunene. Hier erkrankte Andersson schwer und starb am 5. Juli 1867 bei Ukuambi.
Die Ereignisse 1863/64 werden unterschiedlich interpretiert. Der Missionar Heinrich Vedder sah darin einen „Freiheitskrieg der Herero“ gegen die Herrschaft der Afrikaner-Oorlam. Heinrich Loth betonte dagegen die Rolle der Missionare, während Brigitte Lau die wirtschaftlichen Interessen Anderssons hervorhob. Für Marion Wallace darf die aktive Führungsrolle Mahareros nicht vernachlässigt werden. Dass Andersson zum „Regenten und militärischen Befehlshaber“ ernannt worden wäre, wie frühere Autoren behaupteten, sei nicht wahrscheinlich. Ein entsprechendes Dokument sei nicht unterzeichnet.

## Werke
- Lake Ngami or explorations and discoveries during four years’ wanderings in the wilds of South Western Africa. London 1856
- The Okavango River: a narrative of travel, exploration and adventure. London 1861
- Notes on the birds of Damara Land and the adjacent countries of South-West Africa. London 1872
- The Lion and The Elephant. London 1873 (Textarchiv – Internet Archive)
- Notes of travel in South Africa. London 1875
- Reisen in Südwest-Afrika bis zum See Ngami in den Jahren 1850 bis 1854. Leipzig 1857
- Der Okavango-Strom. Entdeckungsreisen und Jagdabenteuer in Südwest-Afrika. Leipzig 1863[11]
- Der Okovanghofluß: Ch. J. Andersson’s Reise im südwestlichen Afrika. Berlin 1863
- The Matchless Copper Mine in 1857: Correspondence of manager C. J. Andersson, ed. by Brigitte Lau. Windhoek 1987 (Digitalisat)
- Brigitte Lau (Hrsg.): Trade and politics in Central Namibia, 1860–1864: Diaries and correspondence of Charles John Andersson. Windhoek 1989 (Digitalisat)